# Войди (Польща)
Войди (пол. Wojdy) — село в Польщі, у гміні Райґруд Ґраєвського повіту Підляського воєводства.
Населення — 95 осіб (2011).
У 1975-1998 роках село належало до Ломжинського воєводства.

## Демографія
Демографічна структура станом на 31 березня 2011 року:
|          | Загалом | Допрацездатний вік | Працездатний вік | Постпрацездатний вік |
| -------- | ------- | ------------------ | ---------------- | -------------------- |
| Чоловіки | 47      | 8                  | 32               | 7                    |
| Жінки    | 48      | 9                  | 28               | 11                   |
| Разом    | 95      | 17                 | 60               | 18                   |